# 阿尔桑日
阿尔桑日（法語：Arcinges，法語發音：[aʁsɛ̃ʒ]）是法国卢瓦尔省的一个市镇，属于罗阿讷区。

## 地理
阿尔桑日（46°8'15"N, 4°16'51"E）面积3.44 平方千米，位于法国奥弗涅-罗讷-阿尔卑斯大区卢瓦尔省，该省份为法国中南部省份，北起顺时针与索恩-卢瓦尔省、罗讷省、伊泽尔省、阿尔代什省、上盧瓦爾省、多姆山省和阿列省接壤。
与阿尔桑日接壤的市镇（或旧市镇、城区）包括：马尔、勒塞尔涅、屈安济耶、埃科什。

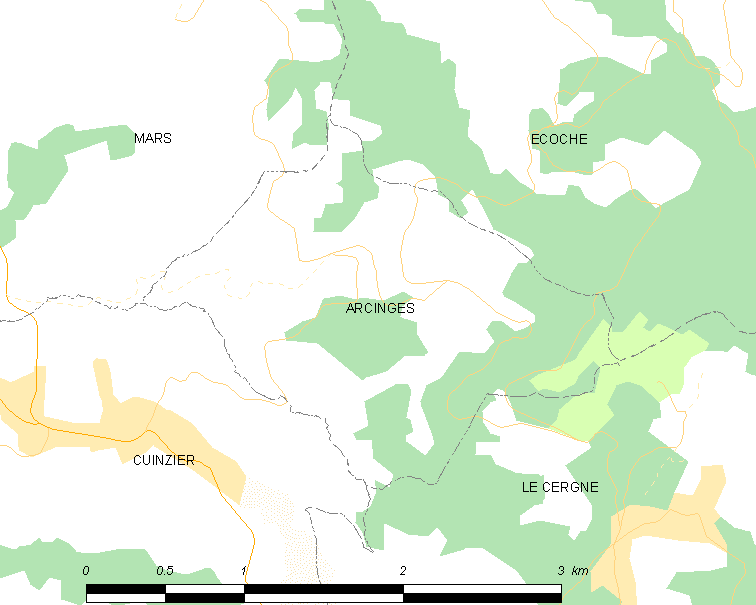
阿尔桑日的OSM定位图

阿尔桑日的时区为UTC+01:00、UTC+02:00（夏令时）。

## 行政
阿尔桑日的邮政编码为42460，INSEE市镇编码为42007。

## 政治
阿尔桑日所属的省级选区为沙尔略县。

## 人口

1962-2008年间阿尔桑日人口变化图示

阿尔桑日于2022年1月1日时的人口数量为217人。